# Ozalj
Ozalj (ungerska: Ozaly) är en stad i Kroatien. I tätorten bor 1 164 invånare och kommunen har ett befolkningsantal på 7 932 invånare (2001). Ozalj ligger vid floden Kupa i centrala Kroatien, nära den kroatisk-slovenska gränsen i Karlovacs län.

## Historia
1244 omnämns Ozalj för första gången i ett skrivet dokument som gör gällande att staden är en kunglig fristad. Staden styrdes först av den kroatiska adelsfamiljen Babonić. Därefter kom den 1398 i familjen Frankopans ägo. I samband med parlamentet i Cetin hamnade staden formellt under den habsburgska kronan. Familjen Frankopan fortsatte dock att styra staden fram till 1550 då de avlöstes av familjen Zrinski som kom att styra över staden fram till 1671.
1556 lät Nikola Šubić Zrinski uppföra en borg Ozalj. 1671 beslagtogs borgen av den habsburgske kejsaren Leopold I som straff för den så kallade Zrinski-Frankopankonspirationen. I den efterföljande plundringen for borgen illa. På 1700-talet lät borgens nya ägare, greve Raimund Perlas, restaurera borgen. Sedan nästkommande ägare greve Theodor Bathvani tillbyggt den fick den sin nuvarande skepnad i barockstil. Borgen var sedan i familjen Thurn und Taxis ägo fram till 1928 då en av deras medlemmar furst Albert överlät den i gåva till Brödraskapet kroatiska drakens bröder.

## Kända personligheter från Ozalj
- Nikola VII Zrinski (1620-1664), greve, militär och skald